# Daniel Hünten
Pour les articles homonymes, voir Hünten.
Daniel Hünten (baptisé le 3 septembre 1760 Karden - 1er avril 1823 Coblence) est un organiste, guitariste et compositeur allemand.
Il a été baptisé le 3 septembre 1760, probablement un à trois jours après sa naissance. En 1784, Hünten a été engagé comme organiste à la chapelle de la cour du Prince Clément Wenceslas de Saxe à Coblence. Il a épousé Anna Weller (1750–1816) en 1786, et en 1788, son poste d'organiste est devenu permanent.
Durant l'occupation française, il a travaillé comme administrateur, puis de 1798 à 1803 comme propriétaire d'un salon de lecture où on pouvait consulter les journaux allemands et français. Il donnait également des leçons d'orgue et de guitare. En 1803, bien que catholique, il est devenu organiste de la première église protestante de Coblence créée en 1802 avec l'approbation des Français. En 1808, il a été engagé comme professeur d'harmonie et d'orgue dans la nouvelle école normale, où il a eu comme élève le jeune Henri Herz qui ira ensuite à Paris avec son fils Franz Hünten.
Hünten a composé des sonates pour orgue, des fugues et des hymnes, mais très peu de ses compositions ont survécu. La seule œuvre de Hünten encore régulièrement donnée est une version de Tauet, Himmel, den Gerechten (de).
Il a eu quatre filles et six fils, dont en particulier le compositeur à succès Franz Hünten. Deux autres fils, Wilhelm et Peter Ernst, ont également composé des œuvres pour piano dans un style similaire à celui de leur frère. Deux petits-fils sont devenus peintres: Emil Hünten et Daniel Dienz.